# Challenger de Happy Valley
El Challenger de Happy Valley o (City of Onkaparinga ATP Challenger por razones de patrocinio) es un torneo de tenis profesional  jugado en canchas duras al aire libre. Actualmente forma parte de la Asociación de Tenistas Profesionales (ATP) Challenger Tour. Se celebra anualmente en el Club de Tenis de Happy Valley en Happy Valley, Australia, desde 2015.

## Resultados

### Individuales
| Año  | Campeón         | Finalista        | Resultado   |
| ---- | --------------- | ---------------- | ----------- |
| 2015 | Ryan Harrison   | Marcos Baghdatis | 7-6(8), 6-4 |
| 2016 | Taylor Fritz    | Dudi Sela        | 7–6(7), 6–2 |
| 2017 | Peter Gojowczyk | Omar Jasika      | 6–3, 6–1    |

### Dobles
| Año  | Campeones                             | Finalistas                   | Resultado           |
| ---- | ------------------------------------- | ---------------------------- | ------------------- |
| 2015 | Andrey Kuznetsov Aleksandr Nedovyesov | Alex Bolt Andrew Whittington | 7-5, 6-4            |
| 2016 | Matteo Donati Andrey Golubev          | Aleksandr Nedovyesov         | 3–6, 7–6(5), [10–1] |
| 2017 | Hans Podlipnik Max Schnur             | Steven De Waard Marc Polmans | 7–6(5), 4–6, [10–6] |